# Drept de superficie
Dreptul de superficie constă în dreptul  unei persoane, numită superficiar, privitor la construcțiile, plantațiile sau alte lucrări ce se află pe un teren proprietatea altuia, teren asupra căruia superficiarul are un drept de folosință. Dreptul de folosință este accesoriu dreptului de proprietate asupra construcțiilor, plantațiilor etc., însă dreptul de superficie nu este un drept accesoriu dreptului de proprietate, acestea având doar același suport, anume bunul.

### Exemple
- cetățenii străini nu pot cumpăra terenuri pe teritoriul României, astfel, ei dobândesc drept de proprietate doar asupra construcțiilor, iar asupra terenurilor se înscrie în favoarea lor în Cartea Funciară doar dreptul special de superficie, respectiv cel de folosință.